# Hockeria filicornis
Hockeria filicornis är en stekelart som beskrevs av Schmitz 1946. Hockeria filicornis ingår i släktet Hockeria och familjen bredlårsteklar. Inga underarter finns listade i Catalogue of Life.